# Arctosa maculata
Arctosa maculata es una especie de araña araneomorfa del género Arctosa, familia Lycosidae. Fue descrita científicamente por Hahn en 1822.
Habita en Europa (Turquía).